# غريغوري وايت
غريغوري وايت (بالإنجليزية: Gregory White)‏ هو لاعب دوري الرغبي أسترالي، ولد في 28 أغسطس 1988 في Manly, New South Wales ‏ في أستراليا.